# Moreland, Georgia
Moreland är en kommun (town) i Coweta County i Georgia. Orten har fått namn efter läkaren John Moreland. Vid 2010 års folkräkning hade Moreland 399 invånare.

## Kända personer från Moreland
- Erskine Caldwell, författare